# Battle and Romance
Albums de Momoiro Clover Z
5th Dimension
(10 avril 2013)
Singles
1. Ikuze! Kaitō Shōjo
Sortie : 5 mai 2010
2. Pinky Jones
Sortie : 10 novembre 2010
3. Mirai Bowl / Chai Maxx
Sortie : 9 mars 2011
4. Z Densetsu ~Owari naki Kakumei~
Sortie : 6 juillet 2011
5. D'no Junjō
Sortie : 6 juillet 2011

Battle And Romance (バトル アンド ロマンス; écrit BATTLE AND ROMANCE) est le premier album studio du groupe féminin japonais Momoiro Clover Z.

## Détails
Il sort le 27 juillet 2011 en une seule édition qui est l'édition régulière avec un CD seulement.
L'album regroupe les 5 premiers singles enregistrés dans des labels dits major: Ikuze! Kaitō Shōjo, Pinky Jones, Mirai Bowl, Z Densetsu ~Owarinaki Kakumei~ et D' no Junjō, dont les 3 premiers avec la chanteuse Akari Hayami qui a quitté le groupe en avril 2011, et qui n'est cependant pas créditée dans l'album. 
Ce n'est que deux ans plus tard, en 2013, que sortent les éditions limitées écrites A (contenant des chansons interprétées par les chanteuses en solo sur le 2e disque) et B (avec CD + DVD contenant les clips-vidéos des singles Z Densetsu ~Owarinaki Kakumei~ et D' no Junjō). 
L'album a été réédité en format LP cinq mois plus tard après la vente de l'édition régulière. Le LP ne comprend que le premier CD divisé en deux vinyles. 
L'album atteint la 3e place des classements hebdomadaires de l'Oricon et se vend à 23 967 exemplaires durant sa première semaine de vente, mais lorsque les deux éditions limitées de l'album ont été publiées le 10 avril 2013, la position de l'album a été mise à jour et il atteint la 2e position, la vente est de 37 594 exemplaires au cours de cette semaine-là. Il s'est vendu à 161 292 exemplaires et reste actuellement en ventes sur l'oricon.
En 2012, Battle and Romance a remporté le Prix dans les boutiques de CD appelées "CD Shop Awards" comme le meilleur disque de l'année précédente tel voté par Music Shop et les vendeurs dans tout le Japon. Il est dit aussi c'est la première fois qu'un groupe d'idoles remporte ce prix.

## Formation
- Kanako Momota (leader)
- Reni Takagi
- Momoka Ariyasu
- Shiori Tamai
- Ayaka Sasaki

Non créditée
- Akari Hayami

## Liste des titres
| 1.  | Z Densetsu ~Owarinaki Kakumei~ (Ｚ伝説～終わりなき革命～)          | 4e single major            |  |
| 2.  | Contradiction (CONTRADICTION)                                      |                            |  |
| 3.  | Mirai Bowl (ミライボウル)                                          | 3e single major, co-face A |  |
| 4.  | Wani to Shampoo (ワニとシャンプー)                                 |                            |  |
| 5.  | Pinky Jones (ピンキージョーンズ)                                   | 2e single major            |  |
| 6.  | Kimi no Ato (キミノアト)                                           |                            |  |
| 7.  | D' no Junjō (D'の純情)                                             | 5e single major            |  |
| 8.  | Ame no Tachikara wo (天手力男)                                     |                            |  |
| 9.  | Orange Note (オレンジノート)                                       |                            |  |
| 10. | Ikuze! Kaitō Shōjo (行くぜっ!怪盗少女)                             | 1er single major           |  |
| 11. | Stardust Serenade (スターダストセレナーデ)                         |                            |  |
| 12. | Kono Uta (コノウタ)                                                |                            |  |
| 13. | Momoclo no Nippon Manzai! (ももクロのニッポン万歳!; Chanson Bonus) |                            |  |

| 1. | Taiyō to Ekubo (太陽とえくぼ)                         | Kanako Momota  |  |
| 2. | Fall Into Me (fall into me)                           | Akari Hayami   |  |
| 3. | ...Ai Desu ka? (…愛ですか?)                           | Shiori Tamai   |  |
| 4. | Datte Ārin Nanda Moon☆ (だって あーりんなんだもーん☆) | Ayaka Sasaki   |  |
| 5. | Arigatō no Present (ありがとうのプレゼント)           | Momoka Ariyasu |  |
| 6. | Koi wa Abare Ondekoza (恋は暴れ鬼太鼓)                | Reni Tagaki    |  |

| 1. | Z Densetsu ~Owarinaki Kakumei~ PV (Ｚ伝説～終わりなき革命～) |  |
| 2. | D'no Junjō PV (D'の純情)                                     |  |